# Kapitan potone z ladjo
Kapitan potone z ladjo je pomorska tradicija, po kateri velja, da nosi kapitan kot vrhovni poveljujoči končno odgovornost tako za svojo ladjo kot za vse, ki so se vkrcali nanjo ter v nujnih primerih reši čim več ljudi, četudi bi se moral sam žrtvovati za dosega tega cilja. Enako velja za poveljnike plovil v vojni mornarici. Čeprav izrek pogosto povezujemo s potopom ladje RMS Titanic, katere kapitan je bil Edward J. Smith, je to nenapisano pravilo veljalo že vsaj 11 let pred potopom Titanica.

V večini primerov kapitan odpove svoj hitri odhod z ladje v stiski in se namesto tega osredotoči na reševanje drugih. To ima pogosto za posledico njegovo smrt ali v najboljšem primeru reševanje kapitana kot zadnje osebe na krovu. 